# Europeiska unionens budget
Europeiska unionens budget är en budget som Europaparlamentet och Europeiska unionens råd antar årligen och som innehåller en sammanställning av unionens planerade inkomster och utgifter under det kommande kalenderåret. Budgeten omfattar cirka 170 miljarder euro, vilket motsvarar ungefär en procent av medlemsstaternas bruttonationalinkomst (BNI) eller en femtiondedel av medlemsstaternas samlade nationella budgetar.
Till skillnad från medlemsstaterna får unionen inte gå med underskott, vilket innebär att budgetens inkomster och utgifter måste balansera varandra. Budgeten finansieras huvudsakligen av BNI-avgifter från medlemsstaterna samt momsbaserade avgifter och så kallade traditionella egna medel.
Största delen av budgeten flödar tillbaka till medlemsstaterna i form av omfördelande bidrag och åtgärder för att skapa tillväxt och jobb. Strax under sju procent av budgeten går till administration. Mer ekonomiskt utvecklade medlemsstater bidrar med en relativt sett större andel av budgetens medel, medan mindre ekonomiskt utvecklade medlemsstater erhåller en relativt sett större andel av budgetens medel. Budgeten omfördelar därmed från rikare till fattigare medlemsstater.

## Budgetsystemet
Europeiska unionens budget utgör en av tre delar av unionens budgetsystem. De två andra är systemet med egna medel och den fleråriga budgetramen. Finansieringen av budgeten fastställs genom systemet med egna medel. Egna medel är de medel som unionen själv förfogar över och kan använda för sin verksamhet. Detta innefattar de avgifter som medlemsstaterna betalar in till unionen. De egna medlen sätter taket för hur stora åtaganden och betalningar unionen kan ha varje år.
Genom den fleråriga budgetramen fastställs i stora drag hur unionens egna medel ska användas till dess olika verksamhetsområden. Budgetramen upprättas för en period av sju år i taget och syftar till att säkerställa att unionen har en regelbunden utveckling av sina utgifter inom gränserna för vad dess egna medel tillåter. Den preciserar hur stora unionens åtaganden ska vara per utgiftskategori.
Unionens årliga budget är den tredje delen av budgetsystemet och preciserar i detalj hur utgifterna ska fördelas under ett kalenderår. Budgeten måste vara förenlig med de utgiftstak som finns fastställda i den fleråriga budgetramen. Till skillnad från medlemsstaterna får unionen inte gå med underskott, vilket innebär att budgetens inkomster och utgifter måste balansera varandra.

### Budgetförfarande

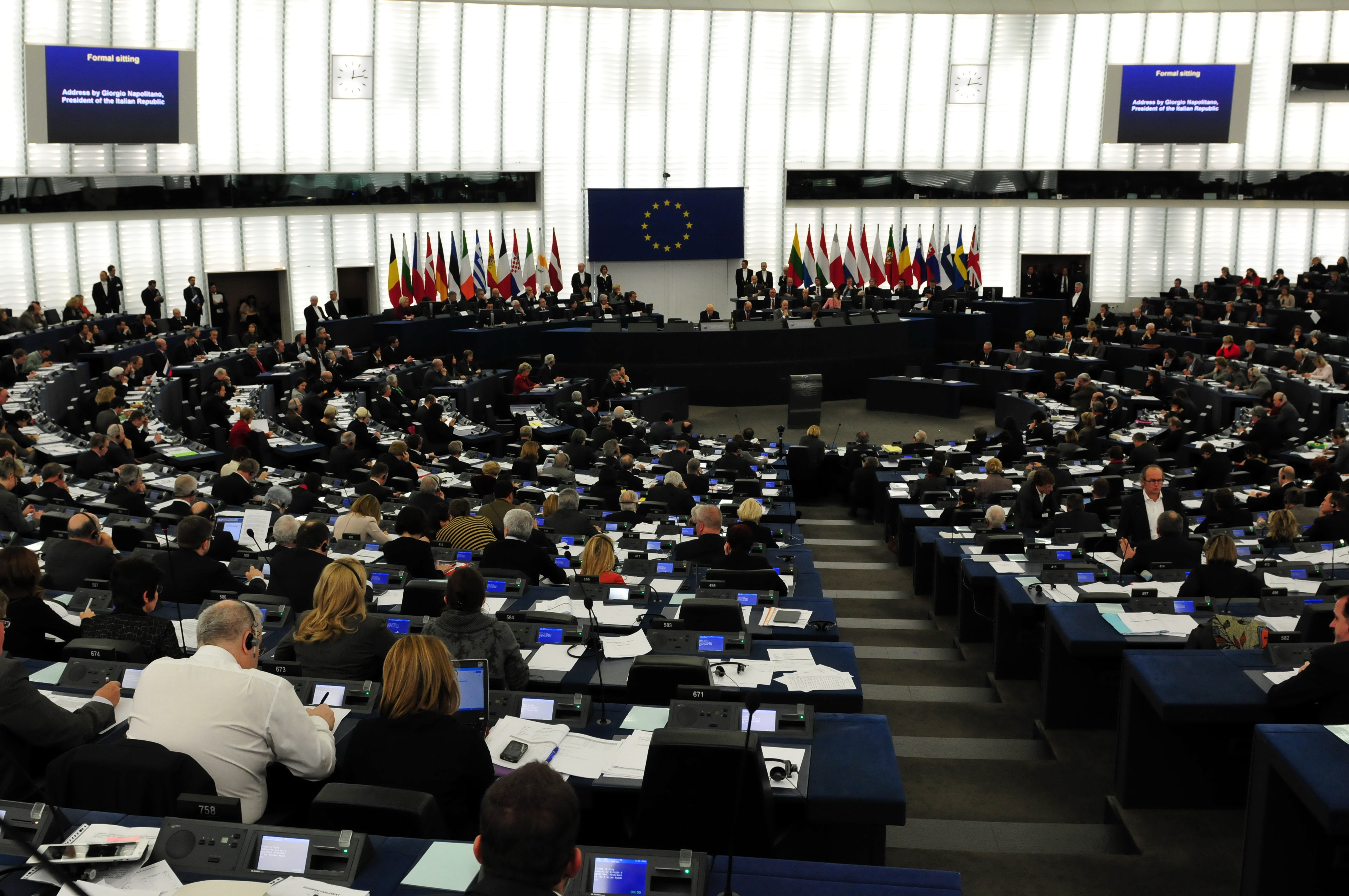
Europaparlamentet fyller tillsammans med rådet en nyckelroll i budgetförfarandet.

Den årliga budgeten antas i enlighet med ett särskilt lagstiftningsförfarande som kallas för budgetförfarandet. Europaparlamentet och Europeiska unionens råd ansvarar gemensamt för antagandet av budgeten. Budgeten måste vara förenlig med de årliga utgiftsbegränsningar som är satta i den fleråriga budgetramen.
Europeiska kommissionen lägger fram ett förslag till budget baserat på institutionernas prognostiserade utgifter. Rådet behandlar budgeten först och antar sin ståndpunkt, som översänds till Europaparlamentet. Om Europaparlamentet inom 42 dagar godkänner rådets ståndpunkt eller avstår från att fatta något beslut, är budgeten antagen. I annat fall ska Europaparlamentet, efter beslut med absolut majoritet, översända sin ståndpunkt till rådet. I så fall ska en förlikningskommitté bestående av företrädare för parlamentet och rådet sammankallas för att nå en överenskommelse. Om en överenskommelse inte kan nås måste kommissionen lägga fram ett nytt förslag till budget. Budgetförfarandet avslutas med att Europaparlamentets talman förklarar budgeten antagen.
Kontinuerliga sammanträden äger rum mellan Europaparlamentets talman och rådets och kommissionens ordförande kring budgetförfarandet. Genom ett interinstitutionellt avtal mellan Europaparlamentet, rådet och kommissionen har institutionerna fastställt mer detaljerade bestämmelser om budgetdisciplin, samarbete i budgetfrågor och sund ekonomisk förvaltning.

### Genomförande och ansvarsfrihet
Europeiska kommissionen ansvarar tillsammans med medlemsstaterna för genomförandet av budgeten. Detta ska ske i enlighet med de bestämmelser om budgetens uppställning och genomförande och om redovisning och revision som Europaparlamentet och rådet har antagit genom en förordning i enlighet med det ordinarie lagstiftningsförfarandet. Kommissionen rapporterar årligen till Europaparlamentet och rådet om genomförandet av föregående års budget, inklusive en redovisning av unionens tillgångar och skulder.
Både Europaparlamentet och rådet har till uppgift att granska kommissionens genomförande av budgeten. Europaparlamentet beviljar därefter kommissionen ansvarsfrihet för genomförandet av budgeten på rekommendation av rådet och mot bakgrund av rapporter från Europeiska revisionsrätten. Parlamentet har vid två tillfällen nekat kommissionen ansvarsfrihet; den första gången var 1984 och den andra gången var 1998. Det andra fallet ledde till att en undersökningskommitté tillsattes för att utreda oegentligheter inom kommissionen. Kommitténs resultat ledde till att kommissionen Santer avgick.
Varje år sammanställer revisionsrätten hur stor andel av budgeten som betalats ut felaktigt. Andelen ligger vanligtvis runt 3–5 procent, vilket är över revisionsrättens krav om 2 procent. Att en utbetalning har skett felaktigt behöver inte nödvändigtvis innebära att det rör sig om korruption eller oegentligheter. I många fall handlar det om att en underskrift saknas eller att en offentlig upphandling inte har genomförts på ett korrekt sätt. De flesta felaktiga utbetalningarna sker av medlemsstaterna, som i praktiken administrerar runt 80 procent av budgeten. Under 2017 var andelen fel i utbetalningarna 2,4 procent, vilket var en rekordlåg nivå men fortfarande över revisionsrättens krav.
Om revisionsrätten, eller någon annan institution, misstänker oegentligheter eller annan olaglig verksamhet kan de anmäla detta till Europeiska byrån för bedrägeribekämpning (Olaf).

### Generella villkorlighetsordningen för skydd av unionsbudgeten
Sedan den 1 januari 2021 finns särskilda regler i form av en villkorlighetsmekanism för att skydda unionens budget vid överträdelser av rättsstatens principer i medlemsstaterna. Mekanismen gör det möjligt för Europeiska unionens råd att hålla inne medel från budgeten om en medlemsstat anses bryta mot rättsstatens principer. Ett sådant beslut fattas av rådet med kvalificerad majoritet på förslag av Europeiska kommissionen efter att kommissionen har haft en dialog med den berörda medlemsstaten.
Införandet av villkorlighetsmekanismen motiverades av de inskränkningar av rättsstatens principer som, enligt flera medlemsstater, redan hade genomförts av regeringarna i Polen och Ungern. Både den polska och den ungerska regeringen ansåg att införandet av den nya mekanismen stred mot unionens fördrag och väckte därför talan om ogiltigförklaring vid EU-domstolen. Domstolen konstaterade dock i en dom i februari 2022 att villkorlighetsmekanismen är förenlig med fördragen.

## Inkomster och utgifter
Den årliga budgeten finansieras genom systemet med egna medel, som innebär att medlemsstaterna enligt ett fastställt och enhetligt regelverk överför avgifter som blir unionens egna medel. Den fleråriga budgetramen fastställer hur de egna medlen ska användas och hur mycket unionen får spendera per år för att säkerställa en regelbunden utveckling av utgifterna inom gränserna för vad de egna medlen tillåter. Eftersom unionen inte har möjlighet att gå med underskott måste inkomster och utgifter alltid balansera varandra.

### Inkomstområden

#### Egna medel
Egna medel är de medel som medlemsstaterna har överfört till unionen och som finansierar unionens budget. Till skillnad från de flesta andra internationella organisationer finansieras unionens verksamhet inte av bidrag från dess medlemsstater. Istället finns ett enhetligt regelverk som bestämmer hur mycket varje medlemsstat ska betala in baserat på bland annat dess bruttonationalinkomst (BNI). Unionens egna medel är inte föremål för något godkännande av de nationella myndigheterna. Medlemsstaterna kan inte heller kräva vad deras andelar av budgeten ska gå till. Enligt universalitetsprincipen görs det ingen skillnad på de inbetalda medlen, utan alla medel omfördelas till att täcka alla utgifter.
Det finns tre olika typer av egna medel: traditionella egna medel, momsbaserade avgifter och BNI-avgifter. Även om traditionella egna medel, i form av tull- och sockeravgifter, ursprungligen var tänkta att täcka budgetens alla utgifter utgör denna typ av egna medel en förhållandevis liten andel av hela budgeten.
Historiskt har istället momsbaserade avgifter utgjort den största inkomstposten i unionens budget. Den momsbaserade avgiften innebär att alla medlemsstater betalar en enhetlig avgift på 0,3 procent av den mervärdesskatt som de uppbär. Den momsbaserade avgiften har dock under 1990- och 2000-talet gradvis ersatts av en BNI-baserad avgift. Denna avgift täcker hela mellanskillnaden mellan unionens utgifter och inkomsterna från de traditionella medlen och den momsbaserade avgiften. De egna medlen får inte överstiga en viss procentsats som fastställs genom systemet med egna medel. Den nuvarande procentsatsen är 1,23 procent av unionens samlade bruttonationalinkomst.
Flera medlemsstater har erhållit särskilda rabatter på sina avgifter till unionens budget. Storbritannien fick 1984 en rabatt som minskar dess nettobidrag till budgeten med 66 procent. Även Danmark, Nederländerna, Sverige, Tyskland och Österrike har i olika former fått rabatter för att minska sina stora nettobidrag till budgeten.
| Medlemsstat        | Traditionella egna medel         | Traditionella egna medel       | Traditionella egna medel    | Momsbaserade avgifter och BNI-avgifter | Momsbaserade avgifter och BNI-avgifter | Momsbaserade avgifter och BNI-avgifter | Momsbaserade avgifter och BNI-avgifter      | Momsbaserade avgifter och BNI-avgifter | (9) = (3)+(7) Egna medel |
| Medlemsstat        | (1) Sockeravgifter, netto (80 %) | (2) Tullavgifter, netto (80 %) | (3) = (1)+(2) Totalt, netto | (4) Momsbaserade egna medel            | (5) BNI-baserade egna medel            | (6) Korrigering för rabatter           | (7)=(4)+(5)+(6) Nationella avgifter, totalt | (8) Andel (%)                          | (9) = (3)+(7) Egna medel |
| ------------------ | -------------------------------- | ------------------------------ | --------------------------- | -------------------------------------- | -------------------------------------- | -------------------------------------- | ------------------------------------------- | -------------------------------------- | ------------------------ |
| Belgien            | 0                                | 2 264 600 000                  | 2 264 600 000               | 619 435 500                            | 3 141 899 836                          | 287 980 932                            | 4 049 316 268                               | 3,13                                   | 6 313 916 268            |
| Bulgarien          | 0                                | 113 700 000                    | 113 700 000                 | 88 266 900                             | 402 814 779                            | 36 921 284                             | 528 002 963                                 | 0,41                                   | 641 702 963              |
| Cypern             | 0                                | 27 100 000                     | 27 100 000                  | 32 934 900                             | 142 864 529                            | 13 094 708                             | 188 894 137                                 | 0,15                                   | 215 994 137              |
| Danmark            | 0                                | 372 700 000                    | 372 700 000                 | 371 044 800                            | 2 113 421 758                          | 47 378 903                             | 2 531 845 461                               | 1,96                                   | 2 904 545 461            |
| Estland            | 0                                | 36 900 000                     | 36 900 000                  | 41 157 900                             | 182 602 764                            | 16 737 043                             | 240 497 707                                 | 0,19                                   | 277 397 707              |
| Finland            | 0                                | 163 500 000                    | 163 500 000                 | 315 389 100                            | 1 618 283 073                          | 148 328 939                            | 2 082 001 112                               | 1,61                                   | 2 245 501 112            |
| Frankrike          | 0                                | 1 823 600 000                  | 1 823 600 000               | 3 427 327 200                          | 16 518 582 480                         | 1 514 063 792                          | 21 459 973 472                              | 16,57                                  | 23 283 573 472           |
| Grekland           | 0                                | 193 100 000                    | 193 100 000                 | 229 944 000                            | 1 284 230 869                          | 117 710 310                            | 1 631 885 179                               | 1,26                                   | 1 824 985 179            |
| Irland             | 0                                | 333 400 000                    | 333 400 000                 | 288 273 000                            | 1 811 923 115                          | 166 077 639                            | 2 266 273 754                               | 1,75                                   | 2 599 673 754            |
| Italien            | 0                                | 1 998 200 000                  | 1 998 200 000               | 2 213 768 700                          | 11 933 722 664                         | 1 093 823 723                          | 15 241 315 087                              | 11,77                                  | 17 239 515 087           |
| Kroatien           | 0                                | 41 300 000                     | 41 300 000                  | 82 688 850                             | 358 686 487                            | 32 876 563                             | 474 251 900                                 | 0,37                                   | 515 551 900              |
| Lettland           | 0                                | 47 000 000                     | 47 000 000                  | 38 331 000                             | 213 917 454                            | 19 607 292                             | 271 855 746                                 | 0,21                                   | 318 855 746              |
| Litauen            | 0                                | 108 500 000                    | 108 500 000                 | 60 340 800                             | 314 681 173                            | 28 843 115                             | 403 865 088                                 | 0,31                                   | 512 365 088              |
| Luxemburg          | 0                                | 16 800 000                     | 16 800 000                  | 66 411 900                             | 288 080 571                            | 26 404 951                             | 380 897 422                                 | 0,29                                   | 397 697 422              |
| Malta              | 0                                | 14 700 000                     | 14 700 000                  | 19 912 500                             | 86 376 152                             | 7 917 084                              | 114 205 736                                 | 0,09                                   | 128 905 736              |
| Nederländerna      | 0                                | 2 758 500 000                  | 2 758 500 000               | 515 516 250                            | 5 402 019 857                          | −651 034 054                           | 5 266 502 053                               | 4,07                                   | 8 025 002 053            |
| Polen              | 0                                | 844 800 000                    | 844 800 000                 | 799 446 600                            | 3 486 287 247                          | 319 546 868                            | 4 605 280 715                               | 3,56                                   | 5 450 080 715            |
| Portugal           | 0                                | 199 900 000                    | 199 900 000                 | 315 889 950                            | 1 370 262 818                          | 125 595 845                            | 1 811 748 613                               | 1,40                                   | 2 011 648 613            |
| Rumänien           | 0                                | 206 000 000                    | 206 000 000                 | 241 473 900                            | 1 474 514 767                          | 135 151 392                            | 1 851 140 059                               | 1,43                                   | 2 057 140 059            |
| Slovakien          | 0                                | 107 700 000                    | 107 700 000                 | 109 022 700                            | 650 387 374                            | 59 613 346                             | 819 023 420                                 | 0,63                                   | 926 723 420              |
| Slovenien          | 0                                | 90 700 000                     | 90 700 000                  | 70 831 200                             | 330 322 576                            | 30 276 778                             | 431 430 554                                 | 0,33                                   | 522 130 554              |
| Spanien            | 0                                | 1 660 500 000                  | 1 660 500 000               | 1 770 695 700                          | 8 444 465 768                          | 774 004 663                            | 10 989 166 131                              | 8,49                                   | 12 649 666 131           |
| Storbritannien     | 0                                | 3 174 500 000                  | 3 174 500 000               | 3 616 100 700                          | 16 828 602 919                         | −5 081 280 638                         | 15 363 422 981                              | 11,87                                  | 18 537 922 981           |
| Sverige            | 0                                | 538 600 000                    | 538 600 000                 | 315 379 950                            | 3 180 555 360                          | −130 945 465                           | 3 364 989 845                               | 2,60                                   | 3 903 589 845            |
| Tjeckien           | 0                                | 316 800 000                    | 316 800 000                 | 286 364 100                            | 1 403 875 666                          | 128 676 738                            | 1 818 916 504                               | 1,40                                   | 2 135 716 504            |
| Tyskland           | 0                                | 4 257 000 000                  | 4 257 000 000               | 2 265 260 250                          | 23 928 346 533                         | 581 541 258                            | 26 775 148 041                              | 20,68                                  | 31 032 148 041           |
| Ungern             | 0                                | 223 900 000                    | 223 900 000                 | 183 783 600                            | 935 556 207                            | 85 751 412                             | 1 205 091 219                               | 0,93                                   | 1 428 991 219            |
| Österrike          | 0                                | 222 900 000                    | 222 900 000                 | 560 253 300                            | 2 688 325 810                          | 65 335 579                             | 3 313 914 689                               | 2,56                                   | 3 536 814 689            |
| Europeiska unionen | 0                                | 22 156 900 000                 | 22 156 900 000              | 18 945 245 250                         | 110 535 610 606                        | 0                                      | 129 480 855 856                             | 100,00                                 | 151 637 755 856          |

#### Övriga inkomster
Utöver de egna medlen kommer en mindre andel av budgetens inkomster från bland annat skatter som unionens anställda betalar, bidrag från tredjeländer för diverse olika projekt och program samt böter från företag som bryter mot unionens konkurrensregler.

### Utgiftsområden
I enlighet med den fleråriga budgetramen fördelas budgeten över olika utgiftskategorier, som var och en motsvarar ett visst verksamhetsområde. Den största andelen av budgeten satsas på förvaltning och utveckling av naturtillgångar, ekonomisk, social och territoriell sammanhållning samt konkurrenskraft för tillväxt och jobb. En mindre andel läggs på bland annat administration, säkerhet och utrikespolitik.

#### Smart tillväxt för alla
Den största utgiftskategorin är ”Smart tillväxt för alla”, som i sin tur består av två underkategorier: ”Ekonomisk, social och territoriell sammanhållning” och ”Konkurrenskraft för tillväxt och jobb”. Denna utgiftskategori utgör närmare hälften av unionens budget och omfattar bland annat stöd till regional utveckling och sysselsättning, forskning, energi och transporter.

#### Hållbar tillväxt: naturtillgångar
Den näst största utgiftskategorin är ”Hållbar tillväxt: naturtillgångar”, som står för ungefär 40 procent av budgetens utgifter. Denna utgiftskategori omfattar bland annat den gemensamma jordbruks- och fiskeripolitiken, miljöpolitiken och landsbygdsutveckling. Historiskt har denna utgiftskategori varit den största utgiftsposten i unionens budget, men den har gradvis minskat.

#### Administration
Utgiftskategorin ”Administration” innefattar alla utgifter för unionens institutioner, organ och byråer, däribland personal- och lokalkostnader och kostnaden för översättning och tolkning. Dessa kostnader utgör strax under sju procent av budgetens utgifter. Kostnaden för att översätta och tolka mellan unionens officiella språk uppgår till ungefär 1 procent av budgetens utgifter.

#### Europa i världen
Utgiftskategorin ”Europa i världen” står för runt sex procent av budgetens utgifter och omfattar bland annat unionens utrikes- och säkerhetspolitik, humanitärt bistånd samt stöd i olika former till grannländer och kandidatländer.

#### Säkerhet och medborgarskap
Den minsta utgiftskategorin är ”Säkerhet och medborgarskap”, som utgör ungefär två procent av budgetens utgifter. Denna utgiftskategori omfattar bland annat unionens gränsskydd, det gemensamma asylsystemet, det rättsliga samarbetet, kultur, folkhälsa och konsumentskydd. Större delen av kostnaderna för bland annat gränsskydd och asylsystemet står dock medlemsstaterna för, vilket förklarar varför utgiftsposten utgör en så liten andel av unionens totala utgifter.

### Medlemsstaternas nettoflöde
Större delen av unionens budget återflödar till medlemsstaterna i form av olika omfördelande bidrag och åtgärder för att skapa tillväxt och jobb. Eftersom medlemsstater med en större bruttonationalinkomst betalar mer till unionens egna medel än medlemsstater med en mindre bruttonationalinkomst, samtidigt som en större del av unionens utgifter läggs på mindre ekonomiskt utvecklade medlemsstater, har unionens budget en kraftigt omfördelande effekt. Det innebär att mer ekonomiskt utvecklade medlemsstater bidrar med en större andel av budgetens medel, medan mindre ekonomiskt utvecklade medlemsstater erhåller en större andel av budgetens medel. Skillnaden mellan en medlemsstats bidrag till budgeten och dess återflöde i form av medel från unionen utgör dess nettoflöde.
Medlemsstaternas nettoflöde för budgeten 2013 presenteras nedan.
|  | Avgifter till unionens egna medel 2013 (miljoner euro) |

|  | Återflöde från unionens budget 2013 (miljoner euro) |

|  | Nettoflöde från unionens budget 2013 (miljoner euro) |

|  | Nettoflöde per capita från unionens budget 2013 (euro) |